# شارات کمال

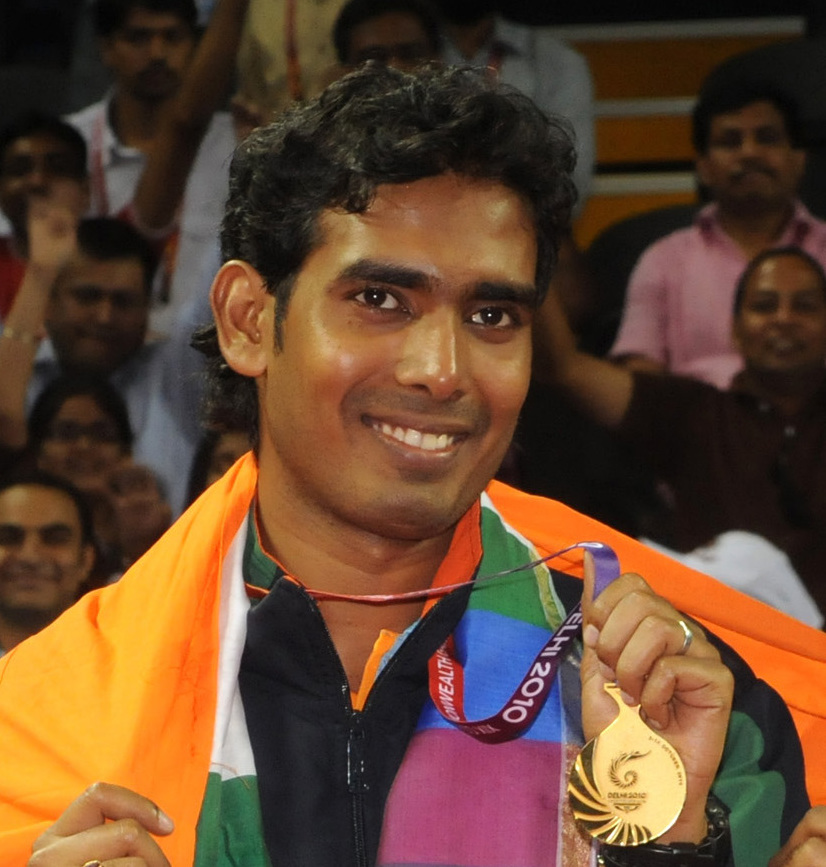
شارات کمال - ۲۰۱۰

شارات کمال (انگلیسی: Sharath Kamal؛ زادهٔ ۱۲ ژوئیهٔ ۱۹۸۲) بازیکن تنیس روی میز اهل هند است.
او در مسابقات کشوری و بین‌المللی در مجموع برنده ۳ مدال طلا، ۱ مدال برنز شده‌است.